# Florian Neumaier
Florian Neumaier (ur. 20 lutego 1991 roku) – niemiecki zapaśnik walczący w stylu klasycznym. Zajął dziewiętnaste miejsce na mistrzostwach świata w 2017. Dwunasty na mistrzostwach Europy w 2017. Siódmy na igrzyskach europejskich w 2015 i czternasty w 2019. Brązowy medalista igrzysk wojskowych w 2019. Piąty w Pucharze Świata w 2017; siódmy w 2015 i ósmy w 2016 roku.
Mistrz Niemiec w 2013, 2016 i 2018, a drugi w 2014 i 2015; trzeci w 2019 roku.